# Bayrampaşa
Bayrampaşa ist eine Stadtgemeinde (Belediye) im gleichnamigen Ilçe (Landkreis) der Provinz Istanbul in der türkischen Marmararegion und gleichzeitig ein Stadtbezirk der 1984 gebildeten Büyükşehir belediyesi İstanbul (Großstadtgemeinde/Metropolprovinz). Bayrampaşa liegt auf der europäischen Seite der Großstadtkommune Istanbul und ist seit der Gebietsreform ab 2013 flächen- und einwohnermäßig identisch mit dem Landkreis.

## Geographie

### Geographische Lage
Bayrampaşa liegt westlich vom geografischen Zentrum der Großstadtkommune Istanbul. Im Süden grenzt es an die Gemeinde Zeytinburnu, im Osten an Eyüpsultan und Gaziosmanpaşa, sowie im Westen an Esenler.

### Verwaltung
Bayrampaşa wurde 1927 von Einwanderern aus Bulgarien (Plowdiw) gegründet und nahm durch Zuzug von Einwanderern vom Balkan (Bulgarien, Mazedonien, Bosnien) schnell an der Einwohnerzahl zu. 1936 wechselte der Ort vom Kreis Fatih zum neugegründeten Kreis Eyüp(sultan). Ursprünglich als Sağmalcılar gegründet, wurde der Ort 1978 zu Ehren des Großwesirs Bayram Pascha in Baryampaşa umbenannt.
Durch das Gesetz Nr. 3644 wurde der Landkreis Bayrampaşa gebildet. Hierzu wurden von der Stadt Eyüp (im gleichnamigen Kreis) elf Mahalle abgetrennt und zur neuen Stadt Bayrampaşa vereinigt.
Die elf Mahalle der Gründung blieben bis jetzt erhalten und werden im Durchschnitt von 24.541 Einwohnern bewohnt, bevölkerungsstärkster Mahalle war Ende 2020 Yıldırım Mah. (52.884 Einw.). Eine Liste der Mahalle ist abrufbar über diese Links: nufusune.com bzw. über nufusu.com.

## Bevölkerung
Bayrampaşa hat einen hohen Anteil an albanisch- und bosnischstämmigen Einwohnern.

### Einwohnerentwicklung
Einwohnerentwicklung auf Grund der Volkszählungsergebnisse
| Jahr      | 1955    | 1960    | 1965    | 1970    | 1975    | 1980    | 1985 | 1990    |
| --------- | ------- | ------- | ------- | ------- | ------- | ------- | ---- | ------- |
| Einwohner | 004.932 | 029.110 | 069.064 | 124.085 | 157.367 | 165.723 | -    | 212.570 |

Einwohnerentwicklung durch Fortschreibung (ADNKS, Adrese Dayalı Nüfus Kayıt Sistemi). Ergebnisse vom Jahresende
| Jahr      | 2007    | 2008    | 2009    | 2010    | 2011    | 2012    | 2013    | 2014    | 2015    | 2016    | 2017    | 2018    | 2019    | 2020    |
| --------- | ------- | ------- | ------- | ------- | ------- | ------- | ------- | ------- | ------- | ------- | ------- | ------- | ------- | ------- |
| Einwohner | 272.196 | 268.276 | 269.425 | 269.481 | 269.709 | 269.774 | 269.677 | 269.809 | 272.374 | 273.148 | 274.197 | 271.073 | 274.735 | 269.950 |

Bayrampaşa  bewegt sich auf der Rangliste der bevölkerungsstärksten Kreise/Stadtbezirke langsam abwärts. Ende 2020 war das Platz 29.

## Kultur und Sehenswürdigkeiten

### Theater und Museen
- Jurassic Land, ein Museum über Dinosaurier im Gemeindebezirk Kocatepe. Es gehört zu den größten Dinosaurier-Themenparks der Welt.[6]
- Sea Life Istanbul Aquarium, ein Naturkundemuseum über lebendige Wassertiere im Gemeindebezirk Kocatepe[7]

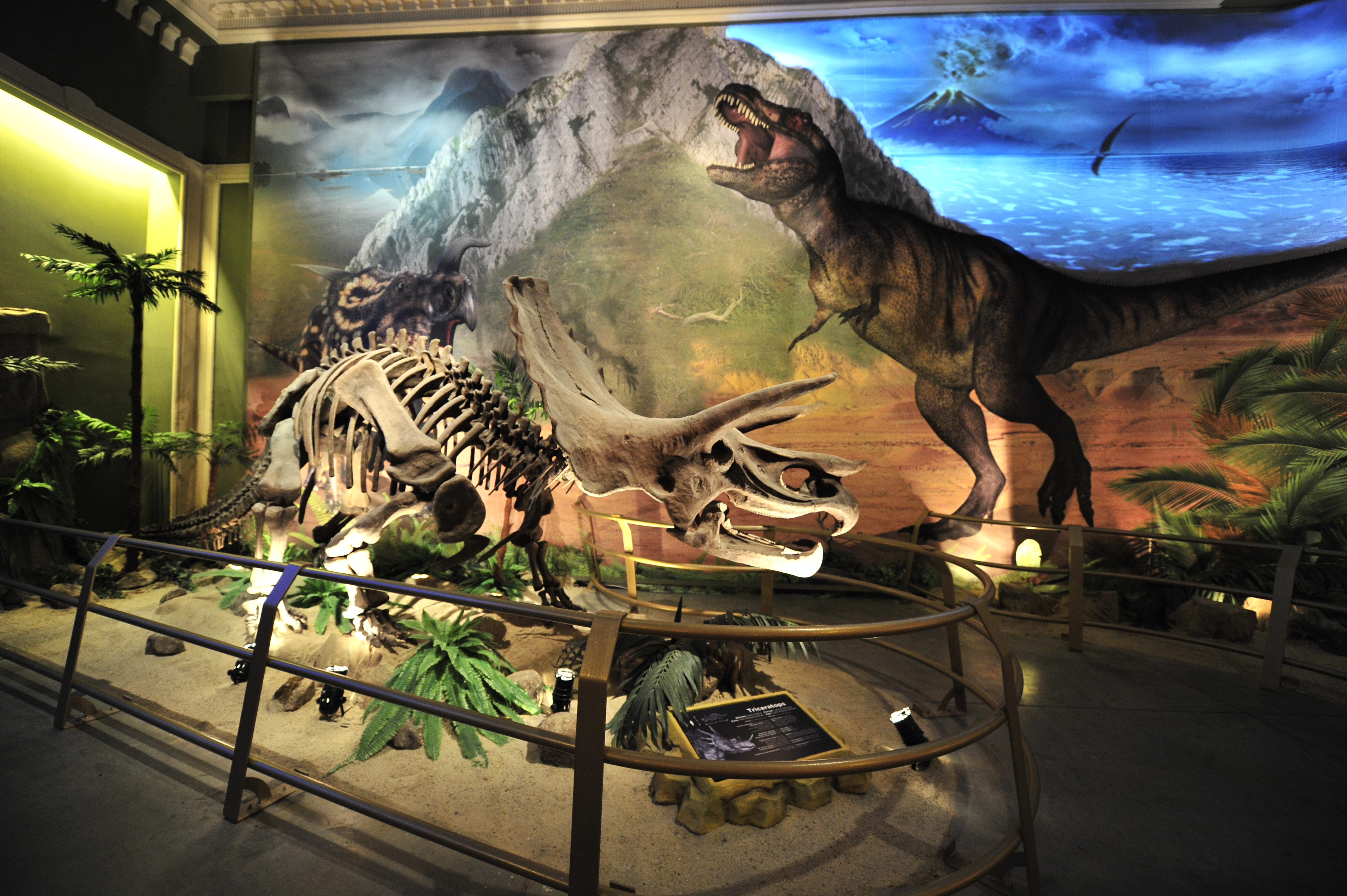
Jurassic Land – Dinosauriermuseum (2011)
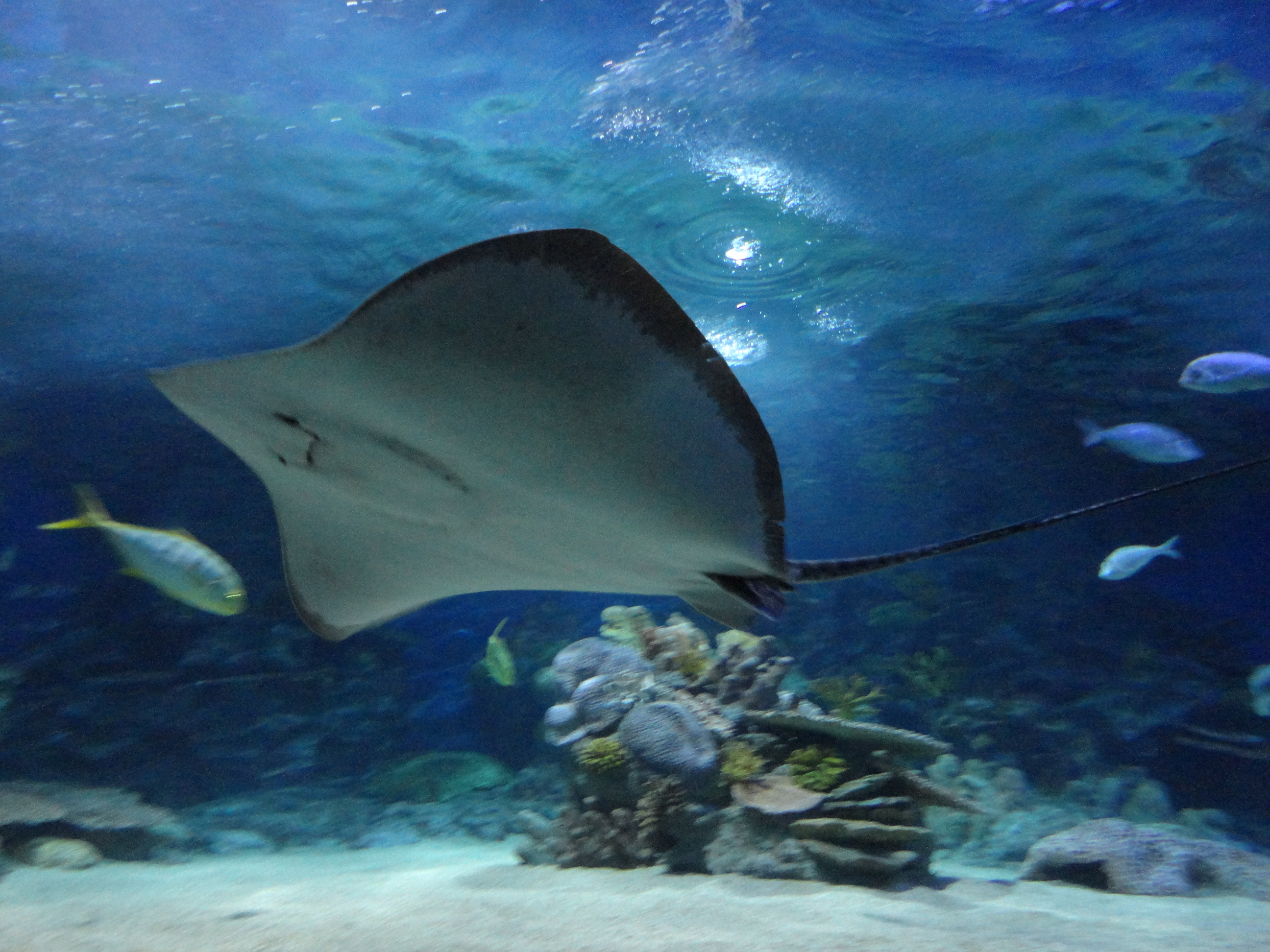
Impression aus dem Sea Life Istanbul Aquarium (2012)

### Sport
- Hidayet-Türkoğlu-Spor-Kompleksi (deutsch Hidayet-Türkoğlu-Sportzentrum) ist eine Sporthalle mit einer Kapazität für 1306 Zuschauer, des Weiteren enthält es ein Wettkampf-Schwimmbad für 280 Zuschauer.[8]

## Wirtschaft und Infrastruktur

### Verkehr
- Der größte Verkehrsknotenpunkt von Istanbul ist der Busbahnhof Esenler (türkisch Esenler Otogar) im Gemeindebezirk Altıntepsi liegt direkt im Grenzgebiet zum Stadtbezirk Esenler. Er ist seit 1994 in Betrieb und kann im Tagesverlauf von einer Million Fahrgäste frequentiert werden.
- Die U-Bahn-Linie M1B (Yenikapı-Fatih → Kirazlı-Bağcılar; Stand: 2020) der Metro Istanbul durchquert Bayrampaşa.[9]

## Persönlichkeiten

### Söhne der Gemeinde
- Hidayet Türkoğlu (* 1979), türkischer Basketballspieler und -funktionär
- Hamza Güreler (* 2006), Fußballspieler